# Marie-Amélie Cogniet
Ne doit pas être confondu avec Marie-Gabrielle Coignet.
Marie-Amélie Cogniet, née le 5 avril 1798 à Paris, où elle est morte dans le 10e arrondissement le 29 avril 1869, est une artiste peintre française, professeur de dessin et la sœur du peintre Léon Cogniet.

## Biographie
Née à Paris le 5 avril 1798, Marie-Amélie Cogniet était tout à la fois la sœur et l'élève de son frère Léon (1794-1880), peintre et professeur d'art. Elle a été sa principale assistante, et elle exécute en 1831 des vues du grand atelier parisien de son frère au no 9 rue de la Grange-aux-Belles (musée des beaux-arts d'Orléans). Entre 1840 et 1860, elle dirige l'atelier très fréquenté "pour dames", sis au no 50, rue des Marais-Saint-Martin de Léon Cogniet alors que celui-ci dirige l'atelier des messieurs. Par la suite l'atelier des femmes est dirigé par Catherine Caroline Thévenin (1813-1892), qui devient sa belle-sœur, en épousant Léon Cogniet, en 1865.
Marie-Amélie Cogniet a exposé aux Salons de 1831 à 1843. Elle y a obtenu une médaille de 2e classe en 1833.
Elle meurt en son domicile parisien, au 33, rue des Vinaigriers, le 29 avril 1869.

## Œuvres

### Collections publiques
- Chantilly, musée Condé : 
  - Portrait d’Adélaïde d'Orléans, copie d'après un original, huile sur toile, 133,5 × 101,5 cm[4]

- Lille, Palais des Beaux-Arts de Lille : 
  - Intérieur d'atelier, dit aussi Une petite fille joue, dans l'atelier de son père, avec le mannequin déshabillé, vers 1831

- Orléans, musée des Beaux-Arts :     
  - Enfant dans une coque flottant sur l'eau. D'après une esquisse de Léon Cogniet pour Métabus roi des Volsques, après 1822, huile sur toile, 19 x 24 cm [5];
  - Intérieur de l'atelier de Léon Cogniet en 1831, 1831, huile sur toile, 33 x 40,2 cm[6];
  - Léon Cogniet dans son atelier, vers 1831, huile sur toile, 46 x 38 cm[7] ;
  - Un moine absorbé dans ses médiations monte lentement les marches d'un perron conduisant à un jardin, Salon de 1833 (?), huile sur toile, 40,5 x 32 cm[8];
  - Une chèvre blanche dressée sur ses pattes arrière dans une étable, 1834, huile sur bois, 16,5 x 12,3 cm [9];
  - La Confession, Salon de 1842, huile sur toile, 54,3 x 64,9 cm[10] ;
  - Portrait de jeune homme, huile sur toile, 56,5 x 46 cm[11] ;
  - Vieille Italienne. Étude d'après Jean-Victor Schnetz (1787-1870), huile sur toile, 61,5 x 50,5 cm[12] ;

- Randan, château de Randan
  - Portrait de Madame Adélaïde, copie d'après un original de Léon Cogniet réalisé en 1838, huile sur toile, 65 cm × 54,5 cm[13]

### Expositions collectives
Liste par ordre chronologique
- Douai, Salon, 1827
  - Une jeune fille assise dans une cuisine (no 66)

- Paris, musée Colbert, décembre 1829[15]
  - Un marin grec (no 104)
  - Un religieux (no 105)

- Paris, Salon de 1831
  - Ali-Hamet, égyptien, ancien mameluck de la garde impériale, blessé deux fois le 28 juillet en combattant avec les Parisiens (no 359)
  - Un bivouac (no 360)
  - Intérieur d'atelier (no 361) ; Palais des Beaux-Arts de Lille.
  - Intérieur de cuisine (no 362)
  - Portrait (no 363)

- Paris, Salon de 1833
  - Tambour de la garde nationale (no 417)
  - Un religieux (no 418) ; probablement musée des Beaux-Arts d'Orléans[8]
  - Un physicien(no 419)
  - Portrait d'homme en pied (no 420)
  - Études, même numéro (no 421)
  - Etude d'enfants (no 2967)
  - Tableau de nature morte (no 2968)

- Douai, Salon, 1833
  - Tambour de la garde nationale parisienne (no 91)
  - Tête d'étude (no 92)

- Arras, Salon, 1833
  - Tambour de la garde nationale parisienne (no 393)
  - Tête d'étude (no 394)

- Paris, Salon de 1834
  - La petite vielleuse (no 347)

- Paris, Salon de 1835
  - Tête d'étude (no 392)

- Paris, Salon de 1836
  - Une pèlerine ; tête d'étude (no 365)

- Paris, Salon de 1842
  - La confession (no 386) ; musée des Beaux-Arts d'Orléans.

- Paris, Salon de 1843
  - Tête d'étude de femme (no 250)

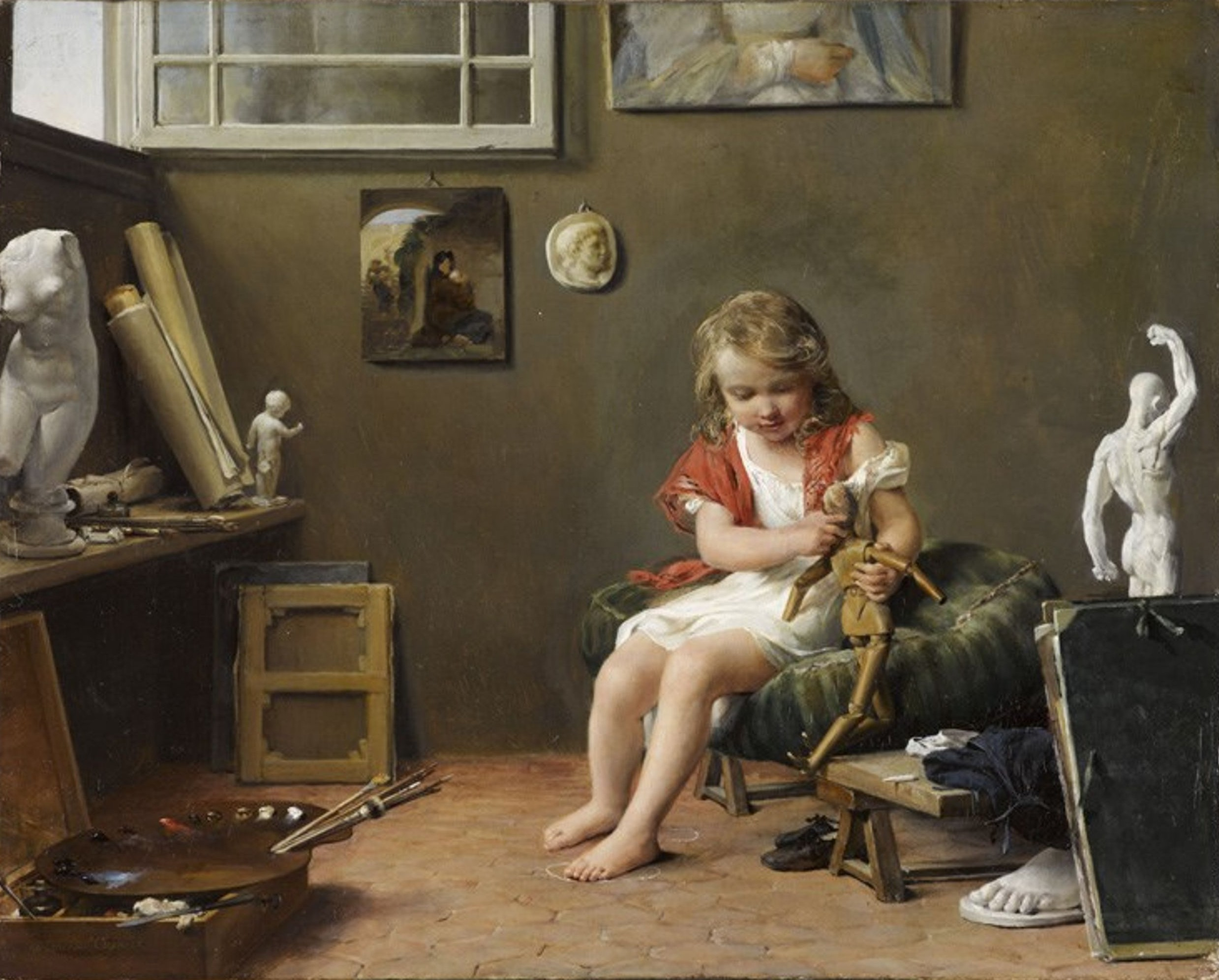
Intérieur d'atelier, 1831, Palais des Beaux-Arts de Lille
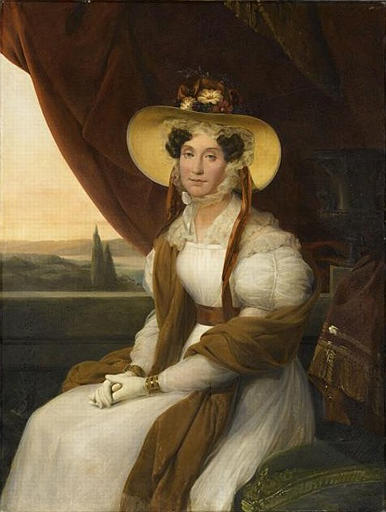
Portrait d’Adélaïde d'Orléans (1777-1847), v. 1838, musée Condé
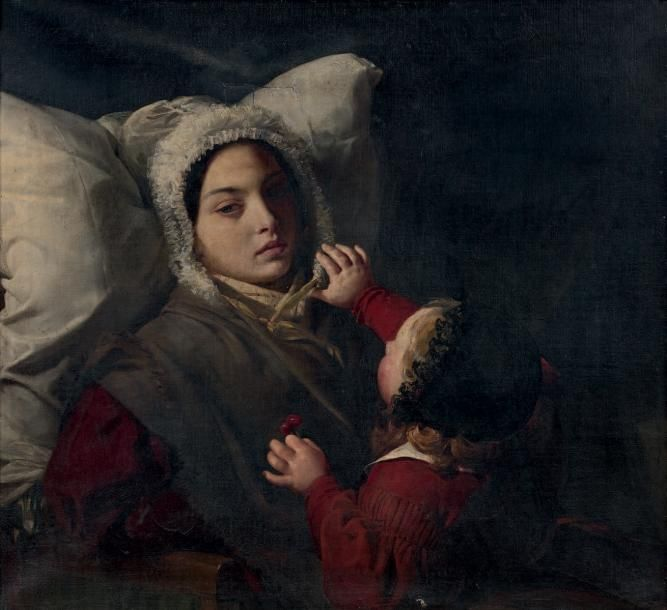
Une mère et son enfant, localisation inconnue
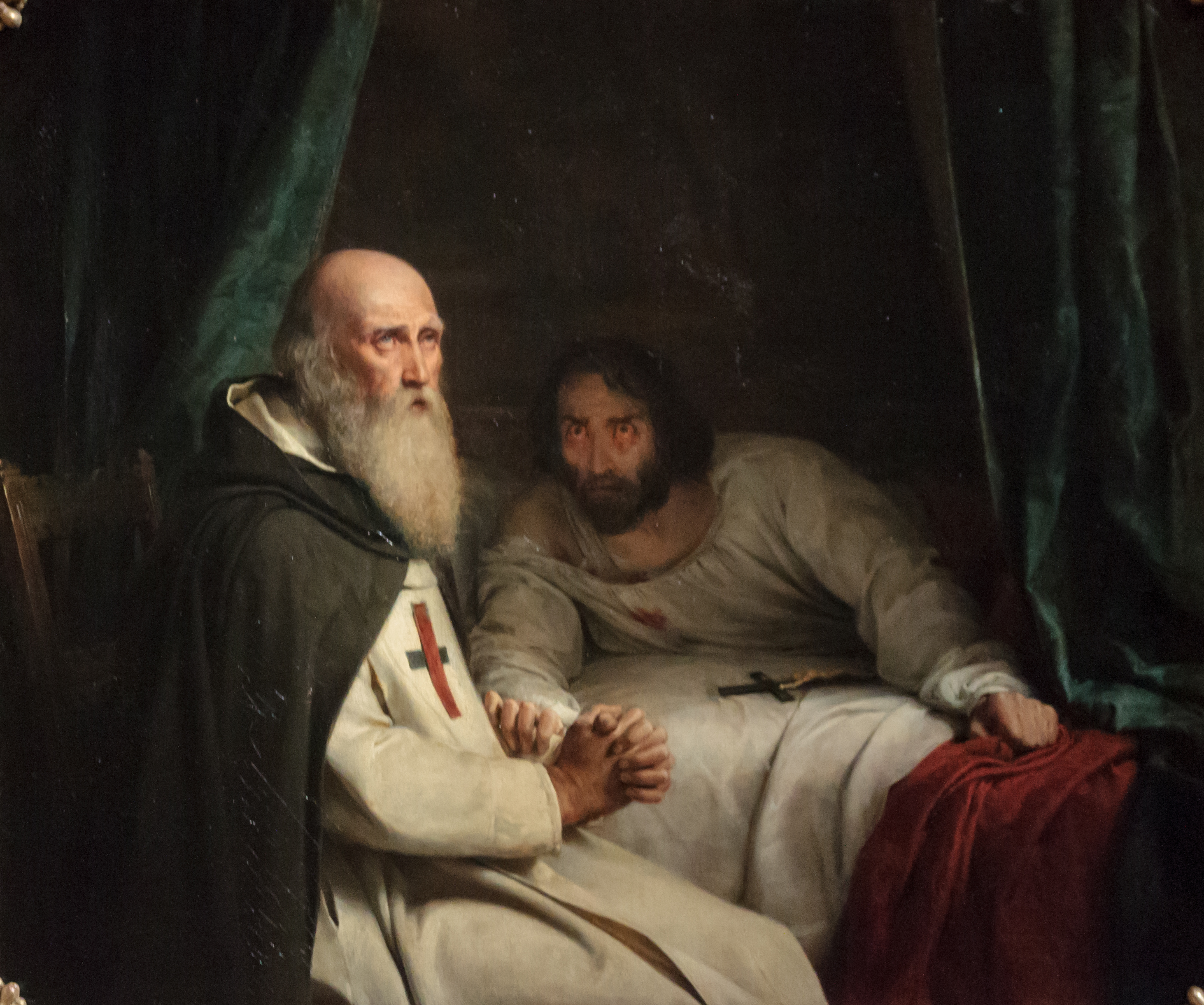
La confession, 1842, Musée des Beaux-Arts d'Orléans
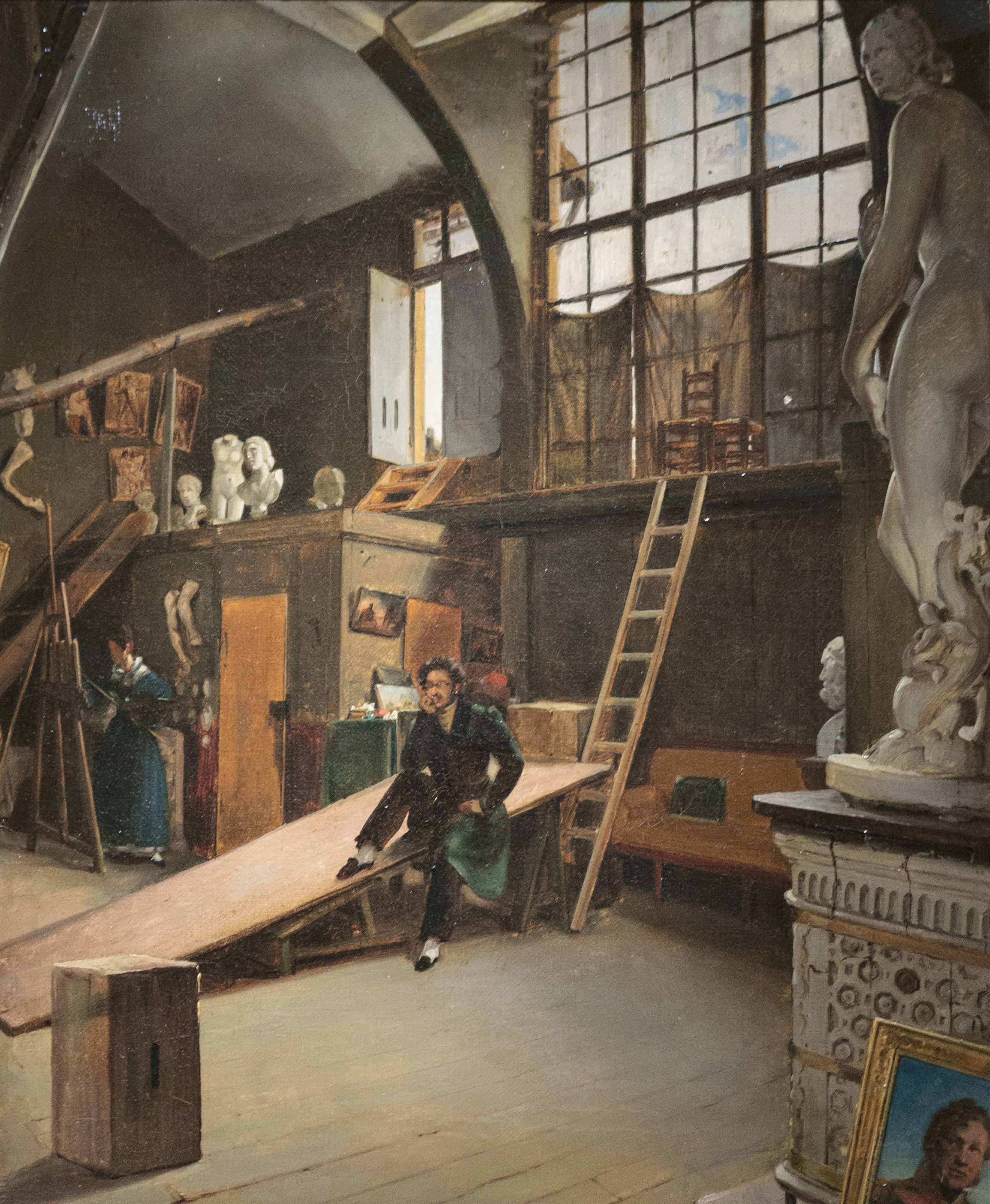
Léon Cogniet dans son atelier, Musée des Beaux-Arts d'Orléans
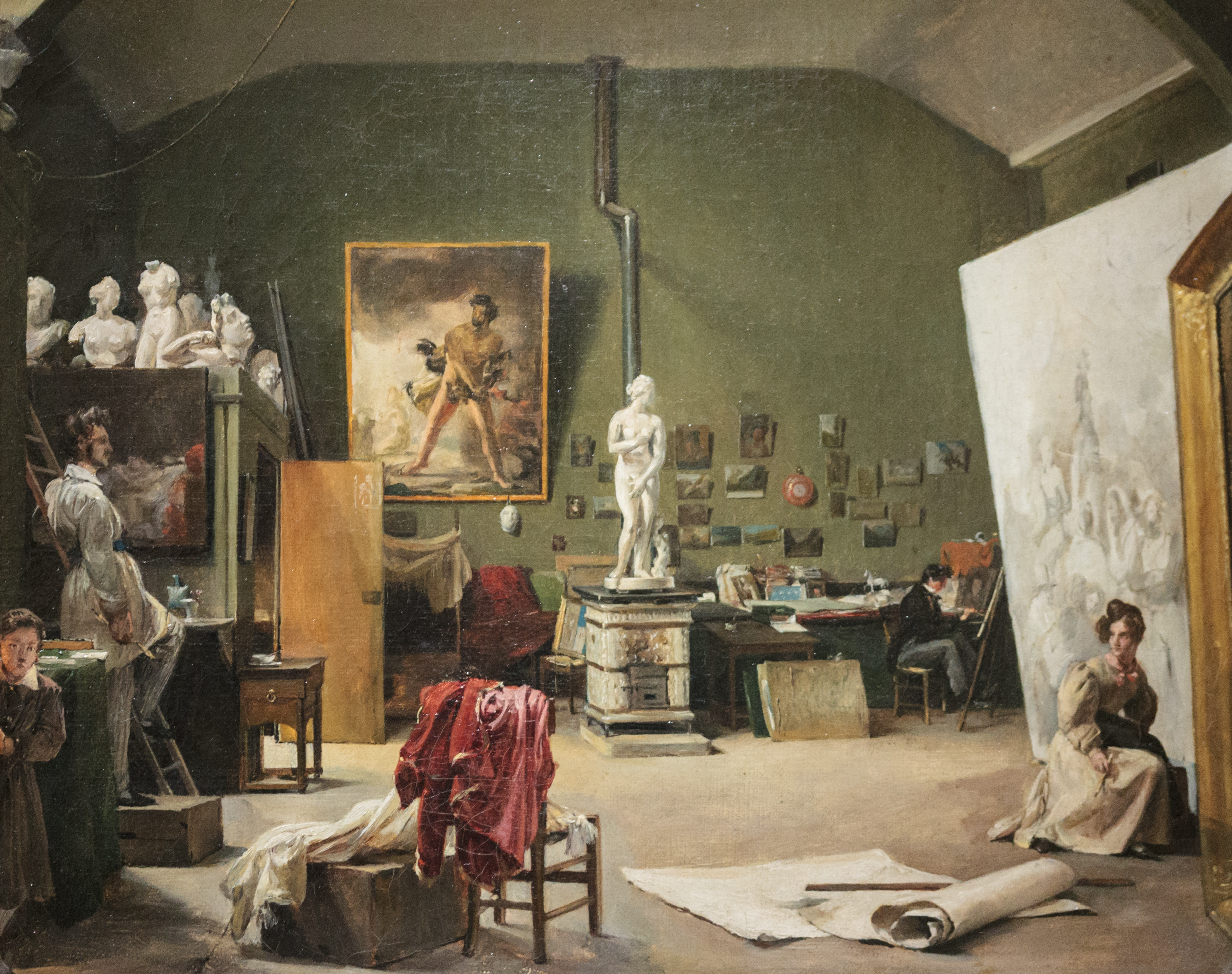
Intérieur de l'atelier de Léon Cogniet en 1831, Musée des Beaux-Arts d'Orléans